# كريس فورستر
كريس فورستر (بالإنجليزية: Chris Foerster)‏ هو لاعب كرة قدم أمريكية شمالية ‏ أمريكي، ولد في 12 أكتوبر 1961 في ميلواكي في الولايات المتحدة.